# Bettschal

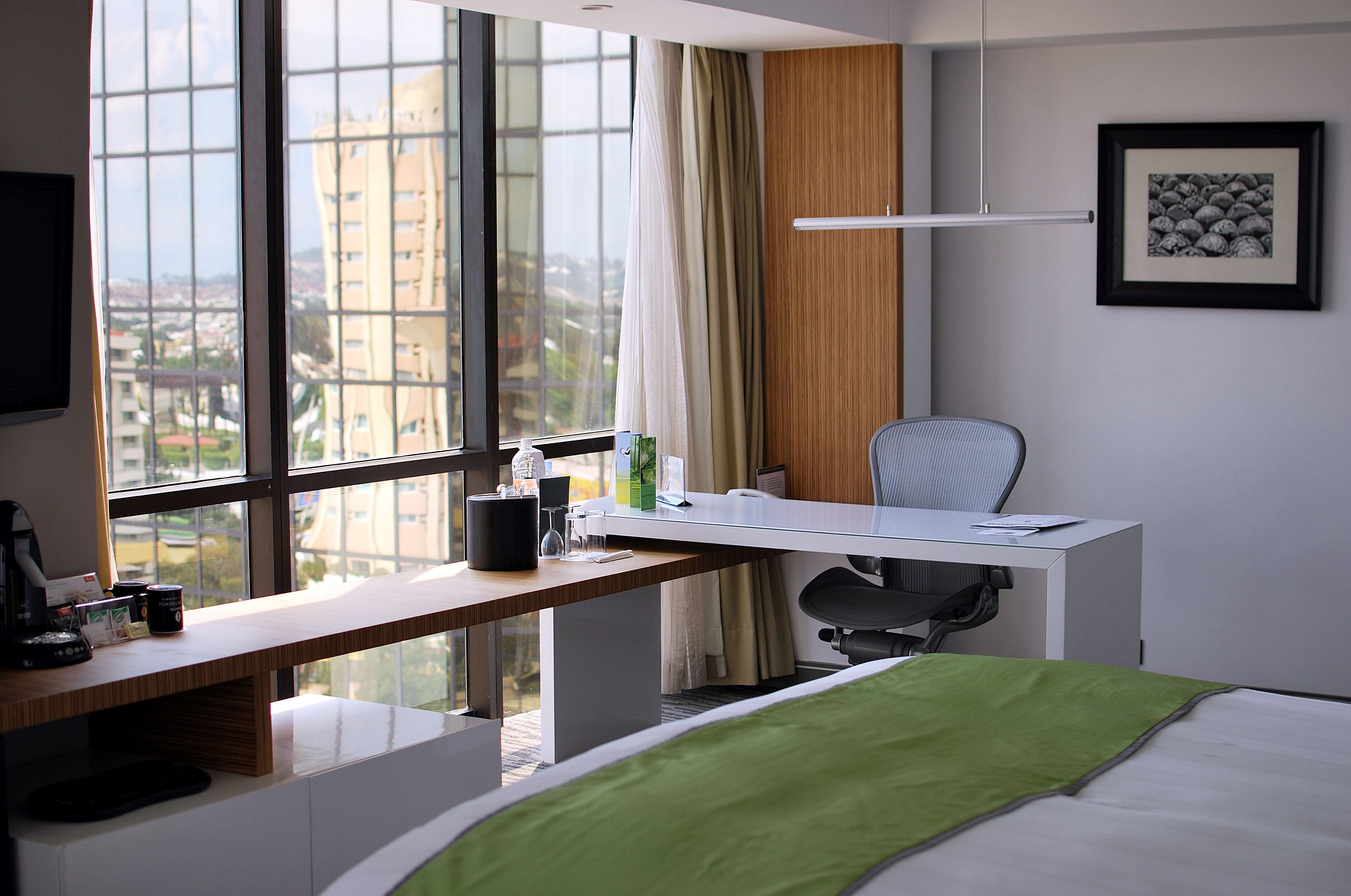
Grüner Bettschal in einem Hotel in Guadalajara

Ein Bettschal oder Plaid ist eine schmale Überdecke am Fußende eines Bettes. 
Bettschals finden sich vor allem in Hotels. Seine Ausmaße betragen dabei ungefähr einen Meter in der Breite, die Länge übersteigt die Breite des Bettes. Das verwendete Material ist typischerweise robust. Der Einsatz eines Bettschals hat sowohl optische Gründe, da er als Designelement eingesetzt wird, als auch hygienische Gründe, da er den direkten Kontakt zum frischen Bett verhindert, wenn Gäste sich in ihrer Tageskleidung auf das Fußende des Bettes setzen. Er ersetzt oftmals die Tagesdecke.